# Retórica centrista
La retórica centrista, retórica del punto medio o discurso moderado es una modalidad de la retórica, especialmente en política, que se caracteriza por presentar posiciones moderadas o que buscan o pretenden ser consensuales. El centro o punto medio suele identificarse en tal discurso como una «convergencia» o un «intermedio» entre la izquierda y la derecha, o como la «moderación» entre los extremos, o más ampliamente como un acuerdo o consenso entre varias tendencias.
Se relaciona comúnmente al centrismo, una posición política propia de la democracia representativa que se caracteriza por ser una ideología de larga tradición, que carece de concepciones axiomáticas del hombre —individuo, sociedad—, y el orden político —la ley, el Estado—; las ideas centristas se retrotraen a Aristóteles («el hombre es un animal político») y Kant («la característica del hombre es la facultad de juzgar»), buscando establecer un orden político social basado en la racionalidad y el consenso.

Generalmente el centrismo, y el discurso centrista en particular, varía según la situación, puesto que se define en función de la posición propuestas por sectores que se perciben como extremos. Así, puede proponer o defender diferentes elementos, según la necesidad. Sin embargo es necesario tener en cuenta que en esto, la práctica de la retórica centrista no es diferente a las que se practican por otras tendencias políticas e incluso se encuentran en el debate lógico o científico.

## Características
De acuerdo a Leonard Williams los discursos centristas tienden a utilizar ciertas figuras retóricas. Principales entre esas encontramos: 
1. El "ni el uno ni el otro" (expresado por ejemplo en el deseo de capturar el desencanto con las fallas económicas y bancarrota moral de las versiones más difundidas de economía de mercado o de economía planificada).
2. El "ambos y uno" (utilizado cuando se percibe que la balanza de opinión social se ha movido demasiado en algún sentido. Se puede ver como una tentativa de privilegiar una opción sin desechar otras)
3. "Los nuevos tiempos" (aducir que porque ha habido cambios socioeconómicos o progresos fundamentales, las viejas ideologías ya no funcionan).

Argumentos menores son: 
1. La sugerencia que la población en general es ambivalente en relación con posiciones políticas (a menudo deseando, por ejemplo, cosas tales como más acción estatal pero al mismo tiempo más libertad de decisión individual) debido a que han abandonado -si alguna vez realmente aceptaron en su totalidad- las antiguas visiones del mundo representada por los "dogmas" de la derecha y la izquierda.
2. La última figura retórica es la "reframación del asunto", utilizada a menudo en situaciones que se discuten soluciones concretas. Esta figura consiste en tratar de agregar una perspectiva nueva a la visión política general. Por ejemplo, la sugerencia que en la situación actual las viejas certezas dejan de serlo debido al nuevo fenómeno de la globalización. Y, si tomamos ese nuevo problema en consideración, las soluciones propuestas anteriormente adolecen de este o ese problema.

De acuerdo a otro investigador, Alexandre Dorna, los discursos políticos -como procesos de persuasión- se pueden caracterizar por el uso de ciertos "estilos" o  estrategias retóricas:  
- Un estilo "de bloque" (es decir, una que se basa la presentación iterativa de varias alternativas -positivas, negativas y neutrales. Esta estrategia ocasiona una baja polarización de actitudes, porque sugiere ambigüedad. De esta manera, está abierta a múltiple posibilidades).
- Un estilo "monolítico" (es decir, una que se basa en la reiteración de una sola posibilidad -ya sea negativa o positiva- Esta estrategia se caracteriza por una fuerte adherencia o polarización de actitudes. No deja lugar a ambigüedades).
- Finalmente se encuentra una estrategia "de embudo" (que consiste en la eliminación progresiva de algunas alternativas, para concluir en una situación polarizada -negativa o positiva- en relación con las alternativas. Esta es una posición intermedia a las anteriores: se abre a posibilidades, pero termina polarizada).

Dorna sugiere que la estrategia más efectiva (en el sentido de atraer adherentes a largo plazo) es la estrategia de "monolito". El explica de esa manera la paradoja que él ha encontrado en investigaciones previas: que mientras el discurso centrista parece ser el más "convincente" (en el sentido de ser el que más personas encuentran atractivo o adecuado) es el menos efectivo en términos de atraer adherentes a largo plazo: el centrismo utiliza una estrategia "de bloque", mientras sus oponentes utilizan una "monolítica".

## Fenómeno lingüístico
Dorna sugiere que la explicación de la paradoja que él encuentra se debe a la utilización por centristas de una estrategia "de bloque". La solución obvia sería el uso de otras estrategias, pero tal solución implicaría una nueva paradoja: que el político centrista debería, a fin de atraer adherentes a largo plazo, utilizar estrategias discursivas propias de los extremos políticos. Dorna sugiere en otras obras que la raíz fundamental de la paradoja original es: "(...) la crisis de la sociedad moderna, las disfunciones de la democracia representativa, las transformaciones de las identidades individuales y nacionales, la influencia perversa de los medios, tanto como las tensiones ideológicas que marcan la presencia de movimientos populistas y sus líderes carismáticos". Enfatizando el surgimiento de los medios de comunicación de masas, especialmente la televisión: "La vía política contemporánea se encuentra en una crisis en la cual la tecnología juega un rol inesperado. La asunción de gruesas máquinas de comunicación (publicidades, sondeos, prensa) modificó profundamente la manera de hacer política y, de rebote, personaliza más el proceso. Nadie puede quedarse indiferente a la imagen mediática, pues ella proporciona a los hombres políticos notoriedad y visibilidad. De hecho la memoria colectiva está llena de imágenes televisivas cuyo contenido está cada vez más 'formateado'. Una sola imagen catódica puede hacer o deshacer una carrera política y dar a una persona una fuerza casi hipnótica, con un contenido discursivo reducido a treinta segundos de palabra, pues el poder persuasivo de la televisión descansa mucho más sobre el impacto de la emoción que sobre la construcción razonada de mensajes. El 'pathos' gana ampliamente sobre el 'logos'". 
Sin embargo, vale la pena considerar que tales análisis pueden conducir a errores. Como Dorna mismo advierte: "No sin sorpresa, una regla parece imponerse de manera práctica: cada vez que un proceso societal tiende a ser explicado únicamente como fenómeno lingüístico podemos estar seguros de que la interpretación tiene fuertes posibilidades de ser falsa".  Adicional, y quizás de mayor importancia, tanto los estudios de Williams como los de Dorna están ubicados en realidades sociales y políticas específicas (EE. UU. y Francia respectivamente), países ambos que se consideran desarrollados y en las cuales el centrismo no solo juega un papel sino también tiene una definición particular. —Se puede agregar, citando nuevamente a Dorna: "Ciertamente, aunque no sea éste el lugar para mostrar el alcance de los límites de estas preguntas, hay que recordar la necesidad de situar el discurso político en una marco histórico y cultural,..." .— A mayor abundancia, los estudios de Dorna fueron llevados a cabo entre estudiantes universitarios franceses;población que no necesariamente es representativa de la población de habla hispana, ya sea peninsular o latinoamericana. (véase también "Falacias por generalización de inducción errónea" en Falacia).
El centrismo en países de habla hispana tiene algunas diferencias importantes con los centrismos de esos otros países. Para empezar —y quizá fundamental— el centrismo jugó un papel central en la (todavía reciente) transición a la democracia Así, el discurso centrista se puede percibir como "algo muy poderoso": "Si alguien empieza su discurso reconociéndote cosas, y al final te advierte de dos o tres asuntos graves en los cuales cree que te equivocas, y en ellos sustenta la diferencia entre tu y él, primero te roba la parte de tu discurso que cree le puede beneficiar, y luego se diferencia en el 'mercado político' en aquello que cree está más fuerte que tu, y que solo él puede solucionar; así se convierte en la única alternativa para, no solo su electorado tradicional, sino para parte del electorado del contrario que discrepa de su propio candidato en estos dos o tres temas fundamentales, advertencia lanzada además por ese líder centrista del que no hay dudas sobre sus anteojeras ideológicas".

## Centrismo y demagogia
La retórica centrista —como cualquier otra modalidad del discurso— puede ser utilizada como técnica demagógica. Este "centrismo demagógico" consiste principalmente en descalificar al adversario mostrándolo como extremista en lugar de refutar sus afirmaciones. Para ello el sujeto generalmente adopta el rol de conciliador que afirma apoyar un —supuesto— punto medio dentro del contexto de la discusión, de tal forma que el otro interlocutor queda posicionado frente a terceros, ya sea explícita o implícitamente, como un extremista y su argumentación como un punto de vista extremo o exacerbado. 
Desde este punto de vista se pueden encontrar tres técnicas principales: la adopción de posiciones que se perciben como consensuales o representativas de la posición de la mayoría pero que en realidad carecen de significado real, incluyendo el uso de aserciones "de sentido común" que no comprometen al pseudo centristas a buscar o construir un consenso real. Esto es lo que en EE. UU. se llama la política de apoyar a "las madres y sus platillos".
En un contexto similar se ha aducido que "El hallazgo estratégico del centrismo es la campana de Gauss. El centrista calcula la curva para cada cuestión, y busca situarse allí donde haya más votantes". Si dejamos de lado la imputación de que todo centrista sólo busca situarse de esta manera, podemos ver cómo alguien que pretenda presentarse como tal puede utilizar las técnicas modernas de opinión pública a fin de dar una ilusión de representar posiciones "sensatas", consensuales o medidas.
Como ejemplo, un político podría aducir —en una situación de déficit de finanzas públicas— que la solución que él propone consiste en "ser eficiente y evitar despilfarro". Obviamente, la mayoría —sino no todos— estarán a favor de tales medidas —de la misma manera que no habrá muchos que se opongan a las madres y los postres—. Igualmente obvio es que oponerse a la ineficiencia y al despilfarro no significa mucho en términos concretos: ¿se mantendrá el coste pero se demandara mayor producción? ¿Se mantendrá el personal pero se reducirán servicios?, ¿se reducirán salarios? etc. 
La segunda aproximación es la "demonización implícita del disidente u oponente". Ésta es una técnica derivada de posiciones extremas, —en las cuales se lo denomina "Maniqueísmo radical” (ver también Falso dilema)— pero aquí se utiliza con el agregado de presentarla como apoyando posiciones comunes, supuestamente consensuales o de sentido común acerca de problemas —generalmente notorios o presentes en las noticias— que afectan a una sociedad. Por ejemplo: 
- «¿Reelegirá usted al partido en el gobierno o le dará alas al terrorismo?».
- «¿Está usted con nosotros o con las fuerzas del mal?».

O pueden formularse como sentencias de hecho:
- «Mi oponente votó contra el incremento del presupuesto para la educación pública. Debe pensar que educar a nuestros hijos no es importante».
- «Las bandas violentas se han adueñado de las calles, así que debemos incrementar la presencia policial o dejar que el crimen aumente hasta dominarnos».

Junto a esa "demonizacion implícita" se tiende también a utilizar recursos retóricos tales como el victimismo y los prejuicios sociales derivados de los prejuicios cognitivos, buscando culpar a algún sector minoritario o fácilmente marginable de todos los males sociales, sector que en adición puede ser presentado como actuando intencionalmente y en colusión explícita o implícita con el adversario político. 
Así, por ejemplo, los extranjeros o algún grupo interno minoritario pueden ser acusados de ser responsables de los "altos niveles de criminalidad"y los proponentes de estas medidas "de sentido común" como defendiendo a la sociedad y sus miembros. Quienes se oponen son, al menos implícitamente, ya sea irresponsables o culpables de perseguir intereses sectoriales o ideológicos por sobre los comunes. 
Otra técnica es la falacia del punto medio que consiste en atribuir una credibilidad inmerecida a una aseveración o una postura por el mero hecho de que se presente como —o realmente sea— intermedia al resto de posturas.  
La falacia se produce porque la verdad o certeza de idoneidad no se basa en el razonamiento sino en premisas subjetivas (se subjetiviza la corrección o relevancia de un hecho) de qué es lo que se considera como extremo, qué se considere como punto medio y, sobre todo, se aduce sin bases racionales, que éste es siempre cierto o correcto. Es posible que lo considerado como extremo sea, en realidad, la visión, propuesta o solución más correcta o apropiada. Esta falacia viene del hecho de que con frecuencia una posición intermedia o moderada suele ser correcta.
Ejemplos: 
- En la concepción cristiana, un hombre puede contraer matrimonio con solo una mujer. En la concepción musulmana, un hombre puede tener cuatro cónyuges. Es obvio por lo tanto que la situación correcta sería que el hombre tenga dos esposas.

- Algunas personas afirman que para resolver la presente crisis el Estado debe gastar más, para lo cual debe aumentar los impuestos. Otros dicen que aumentar los impuestos ahondara la crisis y que para resolverla hay que disminuirlos. Sigue que los impuestos no se deben modificar.

- "Pero en la concepción de izquierda y derecha nada ha cambiado desde que surgiera el concepto en la Revolución Francesa, es más, en el transcurso del siglo recién pasado ambas se aferraron a sus "estados de situaciones" primigenios y vieron su única posibilidad de cambio en el "aniquilamiento" del adversario. (....) Esa es la dura verdad, si seguimos anquilosados en ese pasado improductivo de rencores y posiciones intransigentes de izquierdas y derechas, no habrá futuro positivo para la especie humana. Ser extremistas en ambas posiciones es extremar aún más la catástrofe. (...)  El Movimiento Socialista Nacional levanta la bandera de la Tercera Posición y su lema es: 'NI IZQUIERDAS NI DERECHAS, SÓLO VENEZUELA'".[27]

El último ejemplo nos recuerda que es necesario mantener presente que una falacia de este tipo (ad lógicam) no implica necesariamente que la conclusión sea errónea. Es decir, aunque la estructura de razonamiento pueda ser falaz por su construcción o por sus premisas, la conclusión puede llegar a ser fortuitamente correcta. Esto no es siempre fácil de establecer, especialmente en política, a través del simple análisis lógico de un argumento.
Como ejemplo, considérese lo siguiente:
- Para resolver la presente crisis económica, algunos proponen que el Estado haga esto. Otros proponen lo opuesto. Claramente lo mejor es que el Estado no haga nada.

Si por "que el Estado no haga nada" entendemos que el estado no debería intervenir en la economía, nos encontramos con una posición que —como el lector probablemente sabe— tiene bastante representatividad en la política actual. El mero hecho que se derive de un razonamiento, en este caso, falaz, no le quita validez.

## Nota
No debe confundirse esta acepción de discurso centrista con la tendencia a situar lo propio como centro del universo, ya sea la cultura propia como criterio exclusivo de interpretación (etnocentrismo, eurocentrismo...), a cualquier ente como centro natural (antropocentrismo, geocentrismo, teocentrismo...), o político ideológico (nacionalismo, argentino-centrismo...), etcétera.
Tampoco debe confundirse centrismo con centralismo, modelo de gobierno propio del estado unitario.
Por otra parte, si bien el centro político —por su posicionamiento central— sea más propenso o tendente a tener conscientemente o caer inconscientemente en una retórica centrista —desde la que interpela a los extremos—, ésta no es exclusiva de ella y un partido de derecha política o izquierda política puede igualmente tener, en base al contexto y las posiciones de otros partidos extremistas —extrema derecha, extrema izquierda— o posiciones anarquistas, una retórica centrista.